# Puchar CEV w piłce siatkowej mężczyzn (1989/1990)
Puchar CEV siatkarzy 1989/1990 – 10. sezon Pucharu CEV rozgrywanego od 1980 roku, organizowanego przez Europejską Konfederację Piłki Siatkowej (CEV) w ramach europejskich pucharów dla męskich klubowych zespołów siatkarskich „starego kontynentu”.

## Drużyny uczestniczące
- Moerser SC
- Associaçăo Académica de Espinho
- Puerto Malagueña
- Tungsram Budapeszt
- Debic Zonhoven
- Hapoel Mate Asher
- Olympiakos Nikozja
- Eczacıbaşı Stambuł
- VC Gleisdorf
- Chênois Genewa
- Kuopion Palloseura
- Antonius Herentals
- Univ. Lausanne
- Dukla Liberec
- FC Porto
- Emlakbank Ankara
- Bombers Once
- Hypo ASKÖ Villach
- NYVSSC
- KFUM Oslo
- Lidingö SK
- Omonia Nikozja
- Volley 80 Pétange
- Detach Animo Sneek
- Universitatea Craiova
- Sever Nowosybirsk
- Ultuna Uppsala
- Slavia Sofia
- Partizan Belgrad
- Iraklis Saloniki
- Montpellier UC
- Eurostyle Montichiari
- AZS Częstochowa
- Avtomobilist Leningrad
- Dynamo Berlin
- Bosna Sarajewo
- Akademik Warna
- El Charro Falconara
- Panathinaikos Ateny
- AS Grenoble
- Normis Orion Doetinchem
- VK Klagenfurt
- TSV Berlin
- Moturul Baia Mare

## Rozgrywki

### Ćwierćfinał
| Data  | Drużyna 1              | Wynik | Drużyna 2              | Sety |
| ----- | ---------------------- | ----- | ---------------------- | ---- |
| 10.01 | Moerser SC             | 3:0   | Sever Nowosybirsk      |      |
| 17.01 | Sever Nowosybirsk      | 3:1   | Moerser SC             |      |
|       |                        |       |                        |      |
| 10.01 | Partizan Belgrad       |       | Eurostyle Montichiari  |      |
| 17.01 | Eurostyle Montichiari  | 3:1   | Partizan Belgrad       |      |
|       |                        |       |                        |      |
| 10.01 | Avtomobilist Leningrad |       | Panathinaikos Ateny    |      |
| 17.01 | Panathinaikos Ateny    |       | Avtomobilist Leningrad |      |
|       |                        |       |                        |      |
| 10.01 | AS Grenoble            |       |                        |      |
| 17.01 |                        |       | AS Grenoble            |      |

### Turniej finałowy
Wyniki
| Data  | Drużyna 1              | Wynik | Drużyna 2              | Sety                            |
| ----- | ---------------------- | ----- | ---------------------- | ------------------------------- |
| 09.02 | Moerser SC             | 3:1   | AS Grenoble            | 15:10, 13:15, 15:11, 15:4       |
| 09.02 | Partizan Belgrad       | 3:1   | Avtomobilist Leningrad | 15:10, 4:15, 16:14, 15:9        |
|       |                        |       |                        |                                 |
| 10.02 | Moerser SC             | 3:1   | Partizan Belgrad       | 12:15, 15:9, 15:12, 15:9        |
| 10.02 | Avtomobilist Leningrad | 3:2   | AS Grenoble            | 15:8, 15:17, 11:15, 15:11, 15:9 |
|       |                        |       |                        |                                 |
| 11.02 | Partizan Belgrad       | 3:2   | AS Grenoble            | 15:4, 6:15, 6:15, 15:8, 15:8    |
| 11.02 | Moerser SC             | 3:2   | Avtomobilist Leningrad | 15:7, 15:13, 3:15, 6:15, 15:13  |

Tabela
| Lp. | Drużyna                | Pkt | Mecze | Mecze | Mecze | Sety | Sety | Sety  |
| Lp. | Drużyna                | Pkt | M     | W     | P     | wyg. | prz. | ratio |
| --- | ---------------------- | --- | ----- | ----- | ----- | ---- | ---- | ----- |
| 1   | Moerser SC             | 6   | 3     | 3     | 0     | 9    | 4    | 2.250 |
| 2   | Partizan Belgrad       | 5   | 3     | 2     | 1     | 7    | 6    | 1.167 |
| 3   | Avtomobilist Leningrad | 4   | 3     | 1     | 2     | 6    | 8    | 0.750 |
| 4   | AS Grenoble            | 3   | 3     | 0     | 3     | 5    | 9    | 0.556 |

## Klasyfikacja końcowa
| Miejsce | Drużyna                |
| ------- | ---------------------- |
| złoto   | Moerser SC             |
| srebro  | Partizan Belgrad       |
| brąz    | Avtomobilist Leningrad |
| 4.      | AS Grenoble            |